# Puchberg am Schneeberg
Puchberg am Schneeberg je městys v okrese Neunkirchen v rakouské spolkové zemi Dolní Rakousy. Je vzdálený asi 58 kilometrů od Vídně. Asi 5 km západně je vrchol Schneebergu s nadmořskou výškou 2 076 metrů, který je nejvyšší horou Dolních Rakous.
Název městyse je v dokumentech doložen od roku 1260 Eberhard von Puchperch.
Nejbližšími městy jsou
- Neunkirchen
- Ternitz
- Gloggnitz
- Vídeňské Nové Město.

## Členění obce
Městys sestává ze tří katastrálních území:
- Puchberg s osadami Ödenhof, Hengstberg, Hinterm Faden, Hof, Knipflitz, Losenheim, Puchberg, Sonnleiten, Schneebergdörfl, Schwarzengründe, Strengberg, samoty Rotten, Hengsttal, Hinterm Hengst, Im Prater a Mittering;
- Rohrbach im Graben s osadami Breitensohl a Rohrbachgraben, jakož i Rotten Arbestal, Gratzehöhe, Gahnsbauer, Schmalleiten;
- Stolzenwörth s osadami Eichberg, Haltberg, Lanzing, Pfennigbach a Sierning, jakož i Rotten Bruck, Ranzenbach, Reitzenberg, Schoberhof a Tuft.

Části obce Puchbergu, Rohrbachgraben, Schneebergdörfl a Sierning jsou hustě obydlena a žije tu většina obyvatel.

### Využití ploch
Celková rozloha Puchberg am Schneeberg je 83,11 kilometrů čtverečních.
66 % je zalesněno
23 % připadá na louky
5 % je zastavěno
5 % jsou zahrady, vody a ostatní plochy

## Sousední obce
Severním sousedem je Gutenstein a Miesenbach příslušný do Vídeňské Nové Město. Ostatními sousedy jsou obce příslušné do okresu Neunkirchen (od východu ve směru hodinových ručiček):
- Grünbach am Schneeberg
- Schrattenbach
- Ternitz
- Bürg-Vöstenhof
- Schwarzau im Gebirge
- Reichenau an der Rax.

## Historie

### Starověk a rané dějiny
Stopy osídlení v údolí jsou jen nepatrné. Nalezla se pouze sekera ze serpentinitu (hadce) ve Schneebergu a z doby bronzové jen dýka.
S určitostí vedla přes Puchberg vedla římská cesta s čilou dopravou zboží. Odbočující vojenská cesta, která vedla z Vídně (Vindobona) na jih, probíhala od Leobersdorf přes Bad Fischau, Winzendorf, Willendorf a Grünbach do Puchbergu. Z východu se dopravovalo obilí a ze západu sůl a víno.

### Středověk 5. až 15. století
V oblasti Puchbergu jsou zbytky čtyř hradů, které jsou ve středověku prokázány. Ve 12. a 13. století patřil Puchberg k hrabství Pitten a ke Štýrskému vévodství. Hranici Rakouského vévodství tvořilo údolí Piestingu, které bylo chráněno hradem Starhembergem. Využití hraničních hradů pro ochranu Puchberské pánve bylo spíše pro usazení nižších šlechtických rodů.
V roce 1357 vlastnili Puchberg a Losenheim páni z rodu Stixensteinů. V letech 1387 až 1394 byl majetek vévodu Albrechta III. (asi 1349–1395) zastaven na „Hanse z Liechtensteina“, zůstal však ve vlastnictví zemského knížete. V tomto období nabyl Stixenstein na významu. Hrad Losenheim mohl od 15. století ztratit, zatímco hrad Puchberg zůstal až do 19. století.
Rolníci z Puchbergu museli odvádět dávky na Stixenstein. Podle urbáře panství Stixenstein vyplývá, že Puchberští rolníci dvě třetiny desátku odváděli na Stixenstein a třetinu proboštovi od svatého Oldřicha ve Vídeňském Novém Městě. Rolníci byli ale povinni robotě.
V roce 1488 Stixenstein získal Matyáš Korvín (1443–1490). Hrad a Puchberské panství zůstalo dlouho pod uherskou vrchností. Teprve počátkem 16. století uherské vojsko odešlo.
Podle kupní smlouvy z 24. prosince 1555 přešel Stixenstein stejně jako Puchberg a Losenheim na hraběte Hanse Hoyose. V roce 1595 získala rodina Hoyosů Gutenstein, který se stal střediskem panství.

### Turecké vpády v 17. století
V důsledku druhého vídeňského obléhání Turky přišli Turci v roce 1683 také do Puchbergu. Obyvatelé utekli do „Allelujahöhle am Himberg“. Turci se soustředili na usmrcení obyvatel ukrytých v jeskyních.

### Morová nákaza v 17. a 18. století
V roce 1679 zasáhl mor sousední obce, Puchberg byl však uchráněn. Méně štěstí měli obyvatelé Puchbergu v roce 1713. Mor zavlekli vozkové, kteří dřevo a uhlí vozili do Vídně. V následujících 22 týdnech zemřelo 102 osob.
Mrtví byli pohřbeni na třech různých místech; kaple na Gratzenhöhe byla jedním z těch míst. Na cestě do Grünbachu am Schneeberg je asi 200 metrů od Puchbergu památný obraz s letopočtem 1713. Třetím místem pohřbívání je uvedena Lastergrube na konci „Neusserweges“. Morový sloup je umístěn pod dvěma kaštany – není v místě hrobů. Sloup byl zřízen spíše pro vzpomínku na oběti moru.
Občané Puchbergu uprchli před morem na Schneeberg a tam se utábořili ve stanech. Po skončení morového období přislíbili občané provádět každoročně pouť na Schneeberg ke sloupu Nejsvětější Trojice. V místě, kde stál sloup, pozdější tehdejší majitel kopců, hrabě Johann Ernst Hoyos-Sprinzenstein, nechal postavit „císařský kámen“ na památku výstupu císaře Františka II. v roce 1805 a 1807 na horu Schneeberg.

### Napoleonské války v 19. století
V letech 1805 a 1809 byla v obci ubytována jen malá část vojska Napoleona (1769–1821). V době příměří v roce 1809 byla v Puchbergu ubytována skupina jen 306 mužů jezdectva po dobu 18 dnů. Vojsko museli zásobovat místní obyvatelé.

### Rozvoj k lázeňství v 19. a 20. století
Dne 15. dubna 1897 započal Lo Arnoldi stavbu horské dráhy mezi Vídeňským Novým Městem a Puchbergem. To znamenalo rozhodující přechod zemědělského obyvatelstva na turismus. Hosté přišli zdaleka a z počátku si užívali ozubnicovou dráhu bez větší snahy dorazit na nejvyšší horu Dolního Rakouska. Dráha přispěla značným podílem na objev turismu v Puchberg a Schneebergu. Pro blízkost Vídně objevili Vídeňané místo pro letní pobyt. Průkopníky byl vídeňský průmyslník Friedrich Ehrbar (1827–1905) a Ludwig Damböck.
Lékař Edmund von Neusser (1852–1912) nechal v roce 1900 postavit v Puchbergu vilu jako svatební dar pro svou ženu opěrní pěvkyni Paulu Mark. Ve stejnou dobu si pronajal honitbu v Puchbergu Ottokar von Chiari (1853–1918).
Na počest své manželky Alžběty (1853–1918) vystoupil císař František Josef I. (1830–1916) v roce 1902 na vrchol Schneebergu. Členové císařského domu byli po několik let častými návštěvníky Puchbergu.
V letech 1902 až 1904 byl v obci vybudován obecní vodovod s vodojemem. Prameniště bylo vybudováno severně od Puchbergu na úpatí Öhler a je dodnes v provozu.
V roce 1909 byla po 11 letech výstavby postavena vodní elektrárna v soutěsce mezi Puchbergem a Himbergem, v Edenhofu, kterou pohání Sierning (Schwarza). S hodinovým výkonem 120 kilowatů zásobuje elektrickým proudem katastrální území Rohrbach im Graben. Obyvatelé se museli přihlásit, kdy chtějí proud odebírat. Kvůli rychle vzrůstající spotřebě, brzy se musel zvýšit výkon na 300 kilowatů za hodinu. Po všeobecné poptávce pro zásobování elektřinou byl vyrobený proud připojen na veřejnou síť. Po první světové válce byla vodní turbína doplněna dvěma dieselelektrickými agregáty. Elektrárna byla až do roku 1962 provozována obcí. Hlavním odběratelem byla firma Schoeller-Bleckmann ocelárny v Ternitzu. Nový majitel zavedl výrobu gumárenského sortimentu. Elektrárna, která běží v automatickém provozu, ještě dnes jsou tu stále v provozu agregáty z roku 1909.
V době po první světové válce byla provozovatelem „Aspangská železniční společnost“, jako provozovatel „Schneeberské horské dráhy“. Od 1. ledna 1899 přilákala turisty výhodným cenovým tarifem a prudce zvýšila cizinecký ruch. Samotnou hospodářskou krizí v třicátých letech neztratil Puchberg svou přitažlivost pro turisty ani v létě.
Dne 19. září 1939, v 1:15 byl Puchberg postižen zemětřesením o síle sedmi stupňů. Stavby byly z části poškozeny a škody na skalách se projevovaly úlomky horniny. V „Losenheimerstraße“ padl balvan o rozměru asi 15 kubických metrů do závodu, přičemž došlo k zabití dvou osob. Ulice k obecní části Ödenhof byla zasypána horninou a masivy skály se narušily a musely být odstřeleny.

### Druhá světová válka
Ke konci druhé světové války došlo mezi 26. březnem až 8. květnem 1945 k prudkým bojům u Puchbergu mezi nasazeným bojovým seskupení „Keitel 37. SS“ dobrovolníků a 99. bojovou skupinou 1. gardy mechanizovaného sboru 4. sovětské gardové armády, při kterých došlo ke krvavých ztrátám a k těžkých škodám i v obcích. Druhá německá hlavní linie probíhala naposledy přes Gahns, hotel Hochschneeberg a Sparbacherovu chatu ke klášteru Gscheid a dále k Rohrerskému sedlu. Laut Totenbuch der Pfarre Puchberg verloren 204 Menschen ihr Leben, darunter 34 russische Soldaten.
Po druhé světové válce získal cestovní ruch opěr na významu. Básnířka Christine Busta (1915–1987) a spisovatelé Friederike Mayröcker (* 1924) a Ernst Jandl (1925–2000) strávili několik let v Puchbergu.
Tato vývojová tendence vyhovovala, v roce 1949 byly postaveny sedačkové lanovky na Himberg, které byly první v Dolních Rakousích.
Roku 1960 byla na Hochschneebergu uvedena do provozu radiová stanice spolkového vojska jako součást kontroly vzdušného prostoru systému Goldhaube.
V roce 1963 byla postavena léčebna, která se později přebudovala na lázeňský dům.
Roku 1968 byla na úpatí Himbergu postavena čistírna odpadních vod a postupně se budovala v obci kanalizace.
V září 1989 byl zahájen provoz zařízení pro volný čas, Schneeberghalle, koupaliště, kancelář pro turistiku, obecní knihovna a příslušné restaurace. Víceúčelová hala nabízí místo až pro 700 osob a je využívána pro sportovní akce, koncerty, divadelní představení.
Návštěvníci jsou s klimatickým letoviskem a příznivým podnebím spokojeni. Hlavně v létě se mnoho lidí cítí dobře z léčivého vzduchu. V zimě je místo velmi oblíbené pro lyžování. V roce 1991 bylo potřebu lyžařských aktivit pořízeno první sněhové dělo.
Na Hochschneeberg byl zaveden vodovod a kanalizace, čímž se nahradil nákladný dovoz čisté vody a odvoz splašků ozubnicovou dráhou.
Na Himbergu je postavena anténa pro mobilní rádiový provoz.

## Obyvatelstvo

### Vývoj počtu obyvatel
Zastavěné území je řídce zalidněné, na 1 kilometr čtvereční připadá 32 obyvatel. Pro srovnání: Dolní Rakousy mají 83, celé Rakousko 98.
- 1869 – 2249 obyvatel
- 1923 – 3330 obyvatel
- 1971 – 3406 obyvatel
- 2001 – 3000 obyvatel

### Původ a řeč
- 2752 osob (97,1 %) 2001 němčina
- 17 osob (0,6 %) maďarština
- 15 osob (0,5 %) chorvatština
- 8 osob (0,3 %) srbština
- 5 osob (0,2 %) turečtina
- 3 osoby (0,1 %) čeština

## Politika

### Obecní volby
Zastupitelstvo obce a starosta se volí každý pátý rok. Poslední volby byly 14. března 2010.

### Starosta
Starosta Michael Knabl (SPÖ) byl ve své funkci potvrzen.
Zástupce starosty je od 1. ledna 2004 Florian Diertl (rovněž SPÖ).
V obecní radě jsou Walter Diertl, Christian Dungl, Johannes Jägersberger a Martin Wanzenböck

### Dřívější starostové
- 1850–1858 Leonhard Wurzinger
- 1858–1861 Johann Rigler
- 1861–1862 Anton Eichberger
- 1862–1864 Anton Pulling
- 1864–1865 Franz Schramböck
- 1865–1873 Franz Postl
- 1873–1875 Johann Tisch
- 1875–1876 Ignaz Schmid
- 1876–1879 Franz Postl
- 1879–1888 Matthias Gamperl
- 1888–1891 Josef Hirschler
- 1891–1894 Georg Riegler
- 1894–1900 Josef Hirschler
- 1900–1908 Wilhelm Frey
- 1908 – červen 1917 Hans Stickler
- červen 1917 – červen 1919 Karl Weinberger
- 1919 – 1933 Leopold Auer (SPÖ)
- 1934 – 12. březen 1938 Hans Stickler jun. (ÖVP)
- 13. březen 1938 – 18. únor 1939 Wilhelm Laschke
- 19. únor 1939 – 22. duben 1945 Johann Jägersberger
- 1945 – 10. duben 1973 Rudolf Gschweidl (SPÖ)
- 10. duben 1973 – 29. duben 1985 Franz Holzer (SPÖ)
- 29. duben 1985 – … Michael Knabl (SPÖ)

## Náboženství
Kdy byla založena farnost Puchberg není známo. V roce 1264 je uváděn Fridricus, farář v Puchbergu. Podle papežského úředního registru nebyla v roce 1285 v Puchbergu fara. V dokumentech je v Puchbergu fara zmíněna poprvé v 15. století v seznamech proboštství St. Ulrich, jako pobočka nebo vikariát mateřského kostela Fischau nebo St. Egyden am Steinfeld. Fara byla do roku 1783 pod arcidiecézí Salzburg a příslušela pod klášter Reichersberg. Roku 1784 patřila fara pod biskupství Vídeňské Nové Město, a v témže roce pod arcidiecézi vídeňskou. Kolem roku 1631 působilo v Puchbergu současně 21 duchovních.
Velká část Puchberských obyvatel vyznávala římskokatolickou církev, Při sčítání lidu v roce 2001 činil podíl
- 88,0 % (2 493 osob) s římskokatolickým vyznáním
- 1,8 % (52) evangelíků
- 0,9 % (26) jiné víry
- 8,4 % (239) bylo v Puchbergu bez vyznání.[15]

V Puchbergu je kostel a několik kaplí a kapliček, na Hochschneebergu stojí další kostel.
Farní kostel svatého Víta byl postaven v roce 1428. Protože byl kostel dvakrát zničen, musela se právě tak několikrát provádět jeho obnova. Kostelní věž byla dříve s kupolí a později s cibulí. Kostel je jako málo církevních staveb z poválečného období, pod památkovou ochranou.
Alžbětin kostel stojí poblíž konečné stanice „Schneebergbahn“ v nadmořské výšce 1 800 metrů a byl postavený v letech 1899 až 1901 na památku zavražděné císařovny Alžběty. Tam je jednou v roce oslavován výroční trh. Císař Franz Josef navštívil kostel roku 1902 a zahájil trh.
Rovněž jednou v roce je slavnost výročního trhu při Schoberkapelle.

## Hospodářství a infrastruktura

### Pracoviště a pracovníci
Při sčítání lidu v roce 2001 bylo v Puchbergu 154 pracovišť s 860 zaměstnanci, z toho 724 bylo nezávislých pracovníků. Nejdůležitějším odvětvím v obci je „ubytování a restaurace“ v 39 závodech (190 pracovníků). Další významné odvětví je „obchod, opravy automobilů a spotřebních výrobků“ s 25 pracovišti (98 zaměstnanců), jakož i další se 124 zaměstnanci a 14 pracovišti.  Die eher geringen Beschäftigungsmöglichkeiten in der Gemeinde verursachen eine hohe Pendlerrate. Bei 332 Einpendlern waren 2001 671 Einwohner von Puchberg außerhalb ihrer Heimatgemeinde beschäftigt.

### Zpracování sádry a dřeva
Při hledání uhlí po roce 1860 byl v Puchbergu nalezen sádrovec. Spoluzakladatel „Továrny na lokomotivy ve Vídeňském Novém Městě“, Wenzel Günther, zařídil v Brucku, na úbočí Eichbergs, vypalovací pec se sádrovým mlýnem. V roce 1888 prosperovaly dva sádrové podniky. Sádra se tehdy dobývala výlučně dolováním, kde se surovina získávala ve štolách a surovina se dopravovala na povrch vozíky. Ve druhé polovině 20. století se sádra těží povrchově. Dobývací plochy jsou nyní viditelné na loukách.
Průmyslová výroba v roce 1888 se rozšiřovala na vápenky u Hengstbergu, devět mlýnů na obilí a 38 podniků pilařských.
Díky lesnímu bohatství oblasti převažoval v Puchbergu po staletí převážně pilařský průmysl. Téměř na každém potoku byla využita síla vody při výrobě řeziva. Rámové pily (tzv. katr) pracovaly na principu uvedeného benátského rámu[zdroj⁠?!] zkonstruovaného Leonardo da Vincim (1452–1519). Pokračující elektrifikace ve 20. století způsobila propad některých pil, které se nemodernizovaly. Během doby bylo v roce 1900 v Puchbergu 38 pil, v současnosti jsou již jen tři rámové pily. Tyto již nevyužívají vodní pohon, ale používají dieselovy motory.

### Zemědělství a lesnictví
V roce 1999 prospívalo v Puchbergu 164 zemědělských a lesnických podniků, které obhospodařovalo asi 7 346 hektarů ploch, 62 závodů bylo hlavním výdělkem a 103 jen vedlejším výdělkem. Devět závodů bylo ve vlastnictví právnických osob.
V roce 1999 bylo při zjišťování stavu dobytka v Puchbergu zjištěno u 154 držitelů 2 799 užitkových zvířat. Kolem 62 % užitkových zvířat (68 % hovězí dobytek) byl na pastvinách v Puchbergu a u náhorní plošiny Schneebergu. Většina z nich (457 ks) byly dojnice. Protože Puchberg nemá žádnou mlékárnu, je mléko prodáváno do „dolnorakouské mlékárenské společnosti“. Nepatrná část zůstává pro vlastní spotřebu. Maso se rovněž z největší části prodává.

### Turismus
Cestovní ruch je od přelomu k 20. století hlavním zdrojem příjmů městyse. Schneeberg byl dříve oblíbeným místem výletníků; chaty měly tehdy již asi 10 000 návštěvníků. Puchberg díky dvojí sezóně je nejvyhledávanější obcí v Dolních Rakousích. Puchberg obstojí ve dvou největších atrakcích; Schneeberská ozubnicová horská dráha a lyžařský obor.
Ozubnicová dráha na Hochschneeberg byla otevřena 1. června 1897 do stanice Baumgartner a od 25. srpna 1897 až do stanice Hochschneeberg. Ta přispěla k maximálnímu podílu na změně k turismu. Délka dráhy z Puchmbergu přes Hengst ke Schneebergu měří 9,7 kilometrů. Přitom překoná výškový rozdíl 1 218 metrů. Rozchod kolejí činí 1 000 milimetrů a maximální stoupání je 200 promile.
Lyžařským střediskem je část obce Losenheim, vzdálená asi 6 kilometrů od městyse. Je vybavena třemi výtahy: sedačková lanová dráha, lyžařský vlek a dětský výtah.
V roce 1949 byla postavena druhá sedačková lanovka, protože stará již nevyhovovala požadavkům bezpečnosti. Po dvouletém plánování sedačkovou dráhu typu 4 CLD postavila firma Doppelmayr v roce 2005 a 8. prosince uvedla do provozu. Na financování se podílela NÖ Schneebergbahn GmbH a více než 40 privátních investorů z Puchbergu. Celkové náklady činily asi 4,5 milionů € (euro). S celkovou délkou 1 145 metrů překoná sedačková lanovka výškový rozdíl 337 metrů. Horní stanice je v nadmořské výšce 1 207 metrů. V létě je možné provozovat lanovku s 30 sedačkami, zatímco v zimě je možnost zvýšit počet na 40 sedaček. Maximální provozní rychlost je pět metrů za sekundu.
Vleky byly před několika lety ve vlastnictví hostinců a v zimě oživovaly turismus. Pro zabezpečení dostatku sněhu se stará sněžné dělo s retenční nádrží. Kromě toho jsou k dispozici pravidelné lyžařské kurzy.

### Doprava
- Silniční doprava: V okolí železniční stanice jsou zřízena dvě parkoviště, která postačují jak pro místní obyvatele, tak i pro turisty. Pro cestovní ruch jsou mimo to potřebné parkovací plochy pro autobusy.
Im öffentlichen Verkehr bestehen Autobuslinien von und nach Wiener Neustadt, Neunkirchen und Pernitz.
 Na okolní kopce vede několik lesních cest, kde je povolen provoz vozidel.
- Železniční doprava: Železniční stanice Puchberg am Schneeberg leží uprostřed obce. Je to konečná stanice s normálním rozchodem Schneenerské dráhy od Vídeňského Nového města a současně výchozí stanicí úzkorozchodné ozubnicové dráhy na Hochschneeberg. Z a do Vídeňského Nového města je ve dne provoz v hodinových intervalech. V sobotu je mimo to noční spojení (Schneeberg Nachtexpress) z Vídeňského Nového města. Ozubnicová dráha má zimní uzávěru od října do dubna.
- Cyklistika: V Puchbergu nejsou žádné stezka pro cyklisty. Ti mohou však jezdit po všech chodnících a lesních cestách. Mohou jezdit až do nadmořské výšky asi 1 350 metrů.
- Letecká doprava: Nejbližším je Letiště Vídeň ve Schwechatu, vzdálené asi 80 kilometrů východně od Puchbergu. V samotném Puchbergu je privátní letiště Icarus s pilotní školou.

### Úřady a instituce
V Puchbergu je obecní úřad, turistická kancelář a obecní knihovna.
Pro zdravotnické zabezpečení jsou v místě dva praktičtí lékaři, zubní lékař a lékárna. Dále je v obci zvěrolékař.
Pomoc v případech naléhavé potřeby v horách zajišťuje „Rakouská horská záchranná služba“, pro obec má zvláštní důležitost. Kromě toho je v obci Červený kříž. V Puchbergu je zřízen policejní dohled. Dále je tu pobočka „Rakouské pošty AG“.
Péče o staré lidi je zajišťována z okresního města.
V Puchberg am Schneeberg jsou tři Sbory dobrovolných hasičů:
- Puchberg (založený 1876)
- Schneebergdörfl (založený 1898)
- Rohrbach im Graben (založený 1912).

Tyto patří pod okresní požární velitelství Neunkirchen a část pod požární velitelství.
Od 8. července 1894 byl zahájen provoz koupaliště, jako první veřejné lázně v Dolních Rakousích. Výstavba byla provedena z podnětu okrašlovacího spolku, část nákladů byla pokryta dlužními úpisy. Kvůli velké oblibě musel být v území dnešního lázeňského parku rozšířen areál. Po výstavbě rybníka, byl využíván pro ohřev vody pro lázně. V padesátých letech převzala obec provoz lázní. V roce 1954 bylo provedeno rozšíření s možností předehřívání. Roku 1971 převzal provoz lázní Spolek přátel lázní. Nádrž byla utěsněna polyesterem a zřízeno ohřívání vody topným olejem. Když v roce 1987 byly náklady na provoz velmi vysoké, byla plovárna uzavřena. V souvislosti s výstavbou Schneeberghalle byly otevřeny nově vybudované lázně dne 1. července 1989. Lázně byly provedeny již moderně s ocelovým bazénem, vodním dělem a se skluzavkou pro děti. Pro ohřev vody bylo na střeše haly nainstalováno 450 metrů čtverečních solárních panelů.

### Vzdělávání a výchova
V Puchbergu jsou dvě mateřské školy, tři obecné školy a jedna hlavní škola. Gymnázia jsou ve Vídeňském Novém Městě a v Ternitzu. Univerzita je ve Vídni, St. Pöltenu a v Kremži. Ve Vídeňském Novém Městě je „vysoká odborná škola“. Pro vzdělávání dospělých slouží Vzdělávací domov v Puchbergu.
První škola byla podle farní kroniky již v roce 1832. Byla farní školou s pobočkou v Rohrbachu a Schneeberg (dnes Schneebergdörfl). Zajímavostí je, že ve zřícenině hradu Puchberg byly v části zřízeny školní třídy.
Obecná (základní) škola je přímo naproti zříceniny hradu Puchbergu a farního kostela svatého Víta. Dnešní budova obecné školy, postavená v roce 1913 sloužila dříve jako obecní úřad. Jsou v ní tři třídy se čtyřmi učiteli a asi 100 žáků. Filozof Ludwig Wittgenstein (1889–1951) byl v letech 1923 až 1925 učitelem na této škole.
Hlavní škola s jednou třídou ve čtyřech stupních má osm učitelů a asi 100 žáků. Školu vede Erika Grundtner.
Vlastivědná a kulturní stezka, která vede přes městys Puchberg am Schneeberg a na Schneeberg má 43 zastavení v historických místech. Začíná u zříceniny hradu Puchberg a končí u Rybářské chaty na Schneebergu.

## Pamětihodnosti

### Zříceniny hradů

#### Zřícenina hradu Puchberg
Hrad Puchberg byl postaven jako šlechtické sídlo kolem roku 1200. Poprvé se objevuje šlechtický rod Puchbergerů v roce 1230 (Rudiger de Puchbperc). S určitostí je pro Puchberg v roce 1260 jmenován Eberhard von Puchperch. Užívání hradu skončilo v 19. století, když se začaly rozpadávat střechy. V roce 2001 vznikl Hradní spolek s cílem obnovit hrad. Hrad je využitelný pro pořádání různých výstav.
Další informace jsou v článku Puchberg (zřícenina hradu).

#### Zřícenina hradu Losenheim
Zřícenina hradu Losenheim se nachází v obecní části Losenheim. Hrad postavil ve druhé třetině 12. století pro veřejnou službu Leopold VI. Babenberský (1175–1230). Až do devadesátých let 20. století přečkala jen nepatrná část zbytků zdiva někdejšího hradu. Je snaha o renovaci zříceniny. Další informace jsou v článku Losenheim (zřícenina hradu).

#### Zřícenina hradu Stolzenwörth
Zbytky hradu se nacházejí na skále severozápadně od Klaus v katastrálním území Stolzenwörth. Název znamenal „hrad na skvělém ostrově“. Další informace jsou v článku Stolzenwörth (zřícenina hradu).

#### Hrad Romaikogel
Stavba hradu na Romaikogel započala asi společně s hrady Puchberg s Losenheim.

#### Památníky
V Puchbergu se nacházejí četné památníky. Mnohé z nich věnovali osoby, které ve 20. století objevovali turistiku v Puchbergu a iniciovali hosté během svého pobytu. Jednou z těch památek je „Císařský kámen“ u Hochschneebergu, který na vzpomínku na výstup na Schneeberg nechal v roce 1902 postavit císař František Josef I. (1830–1916). Leo Arnoldi, stavitel ozubnicové železnice věnoval pomník u dolní stanice Schneeberské horské dráhy. Po posledním vídeňském dvorním hudebníkovi Carlu Michaelu Ziehrerovi (1843–1922) byla pojmenována ulice a sedačková lanovka v roce 1915.

### Lázeňský park
Asi jeden hektar rozlehlý park se nachází před železniční stanicí Schneebergbahn. Uprostřed parku je uměle vytvořený rybník s fontánou. Pro výstavbu nádraží byl potřebný materiál získán v okolí. V prostoru se stromy jsou promenádní chodníčky. Vedle rybníka je postaven Pavilon s jevištěm a výstavní prostory. V letních měsících jsou tu pořádány každou neděli „léčebné koncerty“.

### Muzea a galerie
- Schneeberské muzeum: v muzeu jsou předměty všedních dnů a řemeslnické potřeby, černá kuchyně a obuvnická dílna, historie obce, kostelů, spolků, Schneebergu a lyžařského areálu. Doplňují se tu informace o zkoumání zříceniny hradu Puchberg i mimořádné výstavy.
- Železniční muzeum: na nádraží Schneebergbahn v bývalém skladišti je výstava o železnici a o historii Schneebergbahn, kterou vytvořili železniční odboráři. Kromě starých obrazů jsou tu modely tratí a lokomotiv, jakož i další historické předměty. Kromě toho je promítáno video s jízdou vlaku s parní lokomotivou a další technické jednotlivosti.
- Voka-Galerie: je umělecká galerie Puchberského malíře Rudolfa Vogla.[26] Státem uznávaný výtvarník, jehož pseudonymem je VOKA, je uznávaný daleko za hranicemi Rakouska, se sám v této galerii usadil .[27] První stupeň obrazárny byl otevřený 7. května 2008 a byl v příštích letech zvětšen. Galerie se nachází u nové zastávky Hengsttal ozubnicové dráhy. Během výstavy v galerii byla otevřena asi 25 metrů vzdálená zastávka Schneebergdörfl. V galerii jsou také sochy jeho manželky Petra Marie Vogl, která je rovněž uznávanou umělkyní.[28]

### Sebastiánův vodopád
Sebastiánův vodopád se nachází asi pět kilometrů od Puchbergu. Vzniká na Sebastianbachu, který pramení na „Mamau-loukách“ u Sebastiánovy chaty a potom plyne ve směru na Puchberg am Schneeberg. Vodopád není jen pozoruhodností, ale slouží i pro sportovní zápolení. Skalnatý svah se využívá k lezení na ledu.

### Schneeberská pila
U Hengstbachu je pila poprvé v dokumentech uvedena v roce 1631. Je poslední v originálním stavu s rámovou pilou v celé oblasti. Schneeberská pila byla zkonstruovaná na principu Benátské mříže[zdroj⁠?!]. Do roku 1965 byla ještě poháněna vodní silou, později v roce 1974 dieselovým motorem. Potom byla pila zrušena. V roce 1997 založena „Společnost přátel Schneeberské pily“ mohla tuto kulturně historickou památku zrekonstruovat do stavu v 17. století.
Po odstranění různých byrokratických problémů – po zamítnutí vodního práva díky EVN AG musela najít cestu až k Ústavnímu soudu – společnost s nákladem 84 000 € (euro) po hodinách práce historickou pilu restaurovala, pila byla uvedena do provizorního provozu a 16. září 2006 byla slavnostně otevřena. Od léta 2007 mohl být zahájen trvalý provoz.[zdroj?]

### Soutěž v květinové výzdobě
Městys Puchberg am Schneeberg klade důležitost při pěstění květin v obci a na domech obyvatel. Obec se již po mnoho let zúčastňuje soutěží v květinové výzdobě. Už roku 1984 byl Puchberg první v dolnorakouské zemské soutěži, ve III. skupině (podle velikostí obcí). Tento úspěch byl v letech 2002 a 2007 zopakován. Kromě toho získal několik druhých a třetích míst. Vyznamenávání se provádí u hudebního pavilonu v léčebném parku.

## Sport
V Puchbergu jsou početné sportovní spolky a lyžařské školy. Pro sportovní aktivity je k dispozici Sportovní hala, několik tenisových dvorců a fotbalových hřišť.

## Pravidelné výstavy
- Pro domácí a návštěvníky je každou neděli v letních měsících v pavilonu v lázeňském parku léčebný koncert.
- Spolek pro turismus každoročně pořádá na konci týdne v červenci „Parkovou slavnost“.
- Rock u rybníka hraje každoročně v červenci v lázeňském parku.
- Slavnost v Au, každé dva roky v létě v Schneebergdörflu, je pořádaná hasičským sborem.
- Muzejní organizace „Zážitky středověku“ vystavuje ve zříceninách hradu Puchberg.
- O druhém Adventu se u rybníka pořádá Puchberger Lichterlpark.

## Spolky
V Puchbergu am Schneeberg je 36 spolků, které pořádají pravidelné slavnosti:
- Horská záchranná služba: založena roku 1896 v Puchbergu am Schneebrg je zakládající skupina Rakouské horské záchranné službě (ÖBRD).
- Trachten kapela byla založena v roce 1877.
- Standerlova parta se skládá z dvanácti členů a je mladší dechovkou, s důrazem na českou a moravskou hudbu.
- Hradní spolek Puchberg byl založený v roce 2001 a má za cíl údržbu zříceniny hradu Puchberg.

## Osobnosti spojené s Puchbergem am Schneeberg
- Ludwig Damböck (1798–1850) – továrník, v 19. století činný v Puchbergu
- Friedrich Ehrbar (1827, Hildesheim – 1905, Gloggnitz) – výrobce klavírů, v 19. století činný v Puchbergu
- císař Franz Joseph I. (1830, Vídeň – 1916, Vídeň) – rakouský císař, navštívil vícekrát Puchberg und bestieg den Schneeberg
- císařovna Alžběta (1837, München – 1898, Genf) – císařovna Rakouská, navštívila vícekrát Puchberg
- Leo Arnoldi (1843 – jaro 1898, pohřben v Puchberg am Schneeberg) – architekt, projektant, stavbyvedoucí „Schneebergbahn“
- Carl Michael Ziehrer (1843, Vídeň – 1922, Vídeň) – dvorní hudební ředitel, strávil léto 1915 v Puchbergu
- Edmund von Neusser (1852, Sworzowicze – 1912 Bad Fischau) – lékař Arzt, pro svou ženu nechal postavit vilu v Puchbergu
- Ottokar baron z Chiari (1853, Praha – 1918, Puchberg) – Laryngologe, nájemce honitby v Puchbergu
- Ferdinand Bürkle (1857, Bürs – 1945, Brandnertal) – spoluzakladatel vídeňské alpské záchranné služby
- Paula Mark-Neusser (1869, Vídeň – 1956, Bad Fischau) – operní pěvkyně, manžel ji postavil vilu v Puchbergu
- Paul Kammerer (1880, Vídeň – 1926, Puchberg) – biolog, zastřelil se v Puchbergu
- Ludwig Wittgenstein (1889, Vídeň – 1951, Cambridge) – filozof, 1923–1925 učitel v Puchbergu
- Christine Busta (1915, Vídeň – 1987, Vídeň) – básnířka
- Friederike Mayröcker (* 1924 Wien), spisovatelka
- Ernst Jandl (1925, Vídeň – 2000, Vídeň) – básník a spisovatel, několikrát v létě v Puchbergu